# Straume
Straume (bra: Flow; prt: Flow - À Deriva) é um filme de animação de aventura e fantasia de 2024 dirigido por Gints Zilbalodis e escrito por Zilbalodis e Matīss Kaža. O filme é notável por ser completamente renderizado no software de código aberto Blender e não conter nenhum diálogo.
Após sua estreia no Festival de Cinema de Cannes de 2024, o filme recebeu aclamação da crítica e ganhou vários prêmios de cinema e animação, incluindo os prêmios de Melhor Filme de Animação no European Film Awards, no New York Film Critics Circle Awards, no Los Angeles Film Critics Association Awards e no National Board of Review Awards. O filme foi selecionado como a entrada letã de Melhor Longa-Metragem Internacional no 97º Oscar. No dia 2 de março de 2025, o filme venceu o Oscar de melhor filme de animação, marcando a primeira vitória no Óscar para a Letônia.

## Enredo
Um gato preto vagueia por uma floresta quando uma matilha de cães chega pelo rio para pescar. Quando dois dos cães brigam por um peixe, o gato pega o peixe e é imediatamente perseguido pelos cães. O gato perde os cães, mas percebe uma debandada de veados antes de ser pego por um tsunami. O gato e os cães conseguem sobreviver à enchente alcançando um terreno mais alto. Um Labrador Retriever amarelo segue o gato até uma casa abandonada decorada com esculturas de gatos de madeira antes que ambos percebam o nível da água subindo rapidamente e o Labrador se junta aos outros cães em um barco. Com a casa consumida pela enchente, o gato sobe em uma estátua gigante de gato até que as águas atinjam o topo da cabeça da estátua. À medida que a água sobe completamente submerge a estátua, o gato pula em um veleiro que se aproxima com uma capivara a bordo.
Na manhã seguinte, enquanto o barco navega por uma floresta parcialmente submersa, o gato cai no mar ao tentar evitar um pássaro-secretário branco, mas começa a afundar na água. Uma baleia o salva do afogamento, mas o pássaro-secretário agarra o gato antes que ele se liberte e pouse de volta no barco, o gato vislumbrando enormes pilares de pedra à distância durante o voo. À medida que o nível da água continua subindo, a capivara convida um lêmure de cauda anelada a pular a bordo com sua cesta de lixo. Em um pesadelo, o gato é cercado por uma manada de veados que o circundam, enquanto os enormes pilares de pedra aparecem à distância. Mais tarde naquele dia, os três animais pousam na costa e são acompanhados pelo Labrador. Eles encontram um bando de pássaros-secretários que mostram hostilidade em relação a eles, fazendo com que o gato fuja antes que o bando o encurrale. O pássaro-secretário que encontrou o gato pela primeira vez implora ao líder para poupar sua vida, apenas para perder em um duelo e ter sua asa quebrada antes que o bando o abandone. Tendo perdido a capacidade de voar, o secretário se junta aos outros animais a bordo do barco.
No dia seguinte, os animais chegam a uma cidade semi-submersa, situada perto da base dos pilares de pedra gigantes. Os animais começam a discutir entre si depois que o pássaro-secretário chuta a bola de vidro do lêmure para fora do barco até que o barco é parado por uma árvore. O barco é libertado depois que a baleia salta perto deles. Depois de aprender com a capivara, o gato melhora sua habilidade de nadar para pegar peixes sozinho e alimentar o resto da tripulação. Mais tarde, os animais veem os outros cães presos em uma torre de sino. O pássaro-secretário inicialmente se recusa a ir até os cães, mas após o gato dar sua aprovação, o pássaro-secretário relutantemente deixa a capivara assumir o controle do barco e resgatar os cães. Enquanto o barco navega pela formação de enormes pilares de pedra durante uma forte tempestade, o pássaro-secretário sai, capaz de voar uma curta distância até a costa. O gato cai no mar novamente, mas nada até a costa e sobe até o topo de um dos pilares, onde se encontra com o pássaro-secretário - tendo recuperado sua habilidade de voar. Ambos são subitamente erguidos no ar por uma luz brilhante acima deles, mas o gato é solto de volta no chão enquanto o pássaro secretário voa em direção à luz e desaparece.
O gato tenta nadar de volta para o barco, mas está muito longe; no entanto, o gato consegue encontrar a bola de vidro e pular nela para se manter à tona. De repente, o nível da água cai rapidamente quando uma falha geológica drena o oceano. Depois de muito tempo vagando pela floresta, o gato se reúne com o lêmure e é levado para o barco pendurado em uma árvore. Os cães pulam do barco, mas quando a capivara está prestes a sair, a árvore começa a ceder ao peso do barco. O lêmure e os cães trabalham juntos para puxar o barco em sua direção, mas os cães abandonam o labrador quando um coelho passa por eles. Eles conseguem salvar a capivara antes que o barco e a árvore caiam do penhasco. Assim que os animais comemoram, outra debandada de veados aparece. O gato, supondo que eles estão mais uma vez fugindo das águas da enchente, segue, antes de ver a baleia morrendo por ter encalhado na floresta. O gato conforta a baleia. A capivara, o labrador e o lêmure se reúnem com o gato antes de olharem para seu reflexo em uma poça d'água.
Em uma sequência pós-créditos, a baleia é vista emergindo no oceano.

## Produção
Em 2022, enquanto Straume ainda estava em desenvolvimento, materiais do filme foram apresentados no fórum Cartoon Movie daquele ano em Bordeaux. O filme foi produzido com apoio financeiro do Centro Nacional de Cinema da Letônia, da Fundação Capital Estatal da Cultura da Letônia, do Centre national du cinéma et de l'image animée, ARTE France, Eurimages, RTBF e do Belgian Tax Shelter. A animação do filme foi concluída na França e na Bélgica.
O designer de som Gurwal Coïc-Gallas usou sons reais de animais para cada personagem retratado no filme; a única exceção foi a capivara. Como os sons reais da capivara eram muito agudos e desagradáveis, Coïc-Gallas usou os sons de um camelo bebê.

## Lançamento
Straume foi selecionado para estrear na seção Un Certain Regard do Festival de Cinema de Cannes de 2024 em 22 de maio de 2024. O filme foi exibido no Festival Internacional de Cinema de Animação de Annecy de 2024, onde recebeu o Prêmio do Júri, o Prêmio do Público e o Prêmio da Fundação Gan para Distribuição na categoria Longa-Metragem. Straume foi inscrito no Festival Internacional de Animação de Ottawa de 2024, onde recebeu o Grande Prêmio de Longa-Metragem de Animação. O filme também foi exibido no Festival Internacional de Cinema de Toronto de 2024. O filme foi convidado para o 'Open Cinema' no 29º Festival Internacional de Cinema de Busan e foi exibido no teatro ao ar livre em outubro de 2024.
A UFO Distribution lançou o filme nos cinemas na França em 30 de outubro de 2024. A Janus Films e a Sideshow distribuíram o filme nos Estados Unidos por meio de um lançamento limitado em Nova York e Los Angeles em 22 de novembro de 2024, seguido por um lançamento nacional mais amplo em 6 de dezembro de 2024. Desde o lançamento do filme na Letônia em 28 de agosto de 2024, ele vendeu mais de 100.000 ingressos, tornando-se um dos filmes nacionais mais populares do país. A Madman Entertainment lançará o filme nos cinemas na Austrália em 20 de março de 2025.
No Brasil, o filme foi lançado no dia 20 de fevereiro, com a distribuição da Mares Filmes.

## Prêmios e indicações
Flow foi a primeira produção letã a ganhar um Óscar e um Globo de Ouro. Foi também o primeiro filme independente a ganhar o Oscar de Melhor Filme de Animação, e o segundo filme de animação a ser indicado ao Oscar de Melhor Filme Internacional e Melhor Filme de Animação depois de Flee.
O Globo de Ouro e o Oscar do filme foram apresentados no Museu Nacional de Arte da Letônia. 15.000 pessoas compareceram durante dez dias para ver o Globo de Ouro.

## Recepção
No site agregador de críticas Rotten Tomatoes, 97% das 148 avaliações dos críticos são positivas, com uma classificação média de 8,5/10. O consenso do site afirma: "Graças à sua animação inovadora e temas maduros, seguir Straume se mostra irresistível." O Metacritic, que usa uma média ponderada, atribuiu ao filme uma pontuação de 87 em 100, baseado em 27 críticos, indicando "aclamação universal".

## Legado

A estatueta do Oscar de Zilbalodis foi colocada em exposição no Museu Nacional de Arte da Letônia.

Devido à popularidade do filme na Letônia, uma estátua do gato de Straume foi instalada em Riga. Inicialmente, ela foi colocada perto do Monumento da Liberdade, mas foi transferida para a Praça da Prefeitura em abril de 2025. Além disso, o serviço postal nacional da Letônia, Latvijas Pasts, lançou um selo comemorativo de edição limitada em homenagem ao filme. Zilbalodis foi condecorado como "Cidadão de Riga do Ano" em 2024.
Por causa do sucesso de Straume, a indústria cinematográfica letã recebeu mais investimentos. Zilbalodis revelou que foi abordado para fazer uma sequência, mas optou por não produzir, preferindo se dedicar a um novo projeto com diálogos.